# اسموکینگ (جامه زنانه)

اسموکینگ (تاکسیدوی زنانه) از معروف‌ترین
طرح‌های ایو سن لوران. (عکس توسط هلموت نیوتون، عکاس صنعت مد، در سال ۱۹۷۵ گرفته شده‌است.)

اسموکینگ (به فرانسوی: Le Smoking) نوعی کت و شلوار تاکسیدوی زنانه است که برای اولین بار توسط ایو سن لوران، طراح مد شهیر فرانسوی، طراحی شد و از محبوب‌ترین طرحهای وی می‌باشد.